# William Thomas Cooper
William Thomas Cooper (* 6. April 1934 in Newcastle, New South Wales; † 10. Mai 2015 in Malanda, Queensland) war ein australischer Landschaftsmaler, Tiermaler und Ornithologe.

## Leben und Wirken
Als Teenager arbeitete er als Tierpräparator im heute stillgelegten Carey Bay Zoo. Nach seiner Schulzeit in der Newcastle Boys’ High School war er als Manager in einer Firma für Herrenbekleidung tätig. Beeinflusst von seinem Mentor William Dobell wurde er 1964 professioneller Zeichner. Während er im Australian Museum einen Vogel nach einem Präparat zeichnete, wurde der Ornithologe Keith Alfred Hindwood auf ihn aufmerksam, der ihn für sein 1968 veröffentlichtes Buch A Portfolio of Australian Birds als Illustrator engagierte. Sein Ruf als hervorragender Vogelzeichner ermöglichte Cooper die Zusammenarbeit mit namhaften Ornithologen, darunter Joseph Michael Forshaw (Parrots of the World, 1973), Clifford Brodie Frith und Bruce Beehler (The Birds of Paradise: Paradisaeidae, 1998). Fast alle Originale seiner Zeichnungen wurden geschlossen verkauft. So gingen die Originalzeichnungen aus Parrots of the World an die National Library of Australia, aus Birds of Paradise and Bower Birds (1977) an die Regierung von Papua-Neuguinea und die Originale der zweiten Auflage von Australian Parrots (1981) sowie Kingfishers and Related Birds (1983–1994) gingen an einen Privatsammler. Weiter stellte er seine Bilder in einer der renommiertesten Kunstausstellungen für Tiermalerei aus, im Leigh Yawkey Woodson Art Museum in Wausau, Wisconsin, USA. Cooper lebte mit seiner Frau Wendy, die ihn häufig bei seiner Arbeit unterstützte, im tropischen Regenwald im nördlichen Queensland. Wendy Cooper verfasste den Text zu Fruits of the Rainforest und mit ihrer botanischen Fachkenntnis lieferte sie einen wichtigen wissenschaftlichen Beitrag für die Werke Cockatoos: A Portfolio of All Species (2001) und Turacos: A Natural History of the Musophagidae (2002). Für diese beiden Bücher reisten die Coopers 1995 nach Afrika und zwischen 1998 und 1999 durch Australien und Singapur, um die Turakos und Kakadus in ihrem natürlichen Lebensraum zu zeichnen. Cooper bereiste weiterhin Japan, Malaysia und Indien.
1993 war Cooper Thema der Fernsehdokumentation Portrait Painter to Birds von David Attenborough, der ihn als einen der besten lebenden wissenschaftlichen Vogelzeichner bezeichnete.

## Ehrungen
Für seine Bedeutung in der Naturmalerei erhielt William Thomas Cooper 1990 die Goldmedaille der Academy of Natural Sciences und für seine Verdienste in der Kunst und Ornithologie wurde er 1994 mit dem Order of Australia ausgezeichnet.

## Werke (Auswahl)
- 1968 – A Portfolio of Australian Birds (Text von Keith Alfred Hindwood)
- 1973 – Parrots of the World (Text von Joseph Michael Forshaw)
- 1975 – The Year of the Koala (Text von Henry Darvall Williamson)
- 1977 – The Birds of Paradise and Bower Birds (Text von Joseph Michael Forshaw)
- 1981 – Australian Parrots (2. Auflage, Text von Joseph Michael Forshaw)
- 1983–1994 – Kingfishers and Related Birds (Text von Joseph Michael Forshaw)
- 1993 – Visions of a Rainforest: A Year in Australia's Tropical Rainforest (Text von Stanley Breeden)
- 1994 – Fruits of the Rainforest (Text von Wendy Cooper)
- 1997 – Turacos: A Portfolio of All Species (Text von Joseph Michael Forshaw)
- 1998 – The Birds of Paradise: Paradisaeidae (Text von Clifford Brodie Frith und Bruce Beehler)
- 2001 – Cockatoos: A Portfolio of All Species (Text von Joseph Michael Forshaw)
- 2002 – Turacos: A Natural History of the Musophagidae (Text von Joseph Michael Forshaw)
- 2002 – Australian Parrots (3. überarbeitete Auflage, Text von Joseph Michael Forshaw)
- 2011 – Capturing the Essence - Techniques for Bird Artists
- 2015 – Pigeons and doves in Australia (Text von Joseph Michael Forshaw)
- 2023 – The Bird Art of William T. Cooper  (Text von Wendy Cooper)